# Bitwa pod Maidstone
Bitwa pod Maidstone – starcie zbrojne, które miało miejsce 24 czerwca 1648 podczas angielskiej wojny domowej (1642–1651).
W czerwcu wybuchło powstanie Rojalistów w Kent. Rosjaliści zdobyli Gravesend i Maidstone. Lord Fairfax maszerował na Maidstone i odzyskał miasto. Siły Rojalistów zaatakowały wojska Parlamentu pod Maidstone 24 czerwca. Bitwa zakończyła się zwycięstwem wojsk Parlamentu, kończąc niedawno wybuchły bunt. Rojaliści stracili w bitwie ponad 800 zabitych.